# Curetis eos
Curetis eos är en fjärilsart som beskrevs av Johannes Karl Max Röber 1887. Curetis eos ingår i släktet Curetis och familjen juvelvingar. Inga underarter finns listade i Catalogue of Life.